# Dean Berta Viñales
Dean Berta Viñales (* 20. April 2006 in Palau-saverdera; † 25. September 2021 in Jerez) war ein spanischer Motorradrennfahrer. Er fuhr 2021 in der Supersport-300-Weltmeisterschaft. Er war ein Cousin mütterlicherseits von Isaac Viñales Mares und Maverick Viñales Ruiz, dessen Vater das Team Viñales leitet.
Beim Rennen auf dem Circuito de Jerez am 25. September 2021 stürzte Berta Viñales schwer und wurde von einem anderen Fahrer überfahren. Er starb eine Stunde später im Alter von 15 Jahren an den Unfallfolgen im Krankenhaus.

## Statistik

### In der Supersport-300-Weltmeisterschaft
| Saison | Team                | Motorrad      | Rennen | Siege | Zweiter | Dritter | Poles | Schn. Runden | Punkte | Ergebnis |
| ------ | ------------------- | ------------- | ------ | ----- | ------- | ------- | ----- | ------------ | ------ | -------- |
| 2021   | Viñales Racing Team | Yamaha YZF-R3 | 11     | –     | –       | –       | –     | 1            | 26     | 23.      |
| Gesamt | Gesamt              | Gesamt        | 11     | 0     | 0       | 0       | 0     | 1            | 26     |          |